# Diospyros brevicalyx
Diospyros brevicalyx là một loài thực vật có hoa trong họ Thị. Loài này được Boerl. & Koord.-Schum. mô tả khoa học đầu tiên năm 1911.